# Hureaulith
Hureaulith (IMA-Symbol Hur) ist ein eher selten vorkommendes Mineral aus der Mineralklasse der „Phosphate, Arsenate und Vanadate“. Es kristallisiert im monoklinen Kristallsystem mit der idealisierten, chemischen Zusammensetzung Mn2+5(PO3OH)2(PO4)2·4H2O, ist also chemisch gesehen ein wasserhaltiges Mangan-Phosphat.
Hureaulith ist durchsichtig bis durchscheinend und entwickelt meist tafelige bis kurzprismatische Kristalle mit glasähnlichem Glanz auf den Oberflächen, kommt aber auch in Form faseriger oder massiger Mineral-Aggregate vor. In reiner Form ist Hureaulith farblos und durchsichtig. Durch vielfache Lichtbrechung aufgrund von Gitterbaufehlern oder polykristalliner Ausbildung kann er aber auch weiß oder grau erscheinen und durch Fremdbeimengungen eine hellrosa bis rotviolette, bernsteinfarbene oder orange bis rote Farbe annehmen, wobei die Transparenz entsprechend abnimmt.

## Etymologie und Geschichte
Erstmals entdeckt wurde Hureaulith zusammen mit Heterosit bei Les Hureaux nahe der Gemeinde Saint-Sylvestre im französischen Département Haute-Vienne und beschrieben 1825 durch François Alluaud (1778–1866), der das Mineral nach dessen Typlokalität benannte.
Das Typmaterial des Minerals wird in den Mineralogischen Sammlungen des Muséum national d’histoire naturelle (MHN) unter den Katalognummern 105.142 und 126.41 sowie der Mines ParisTech (auch École nationale supérieure des mines de Paris, ENSM) unter den Katalognummern 4526, 17704, 17706, 110.472, 50-387 und 105-54 aufbewahrt.
Hureaulith war bereits lange vor der Gründung der International Mineralogical Association (IMA) bekannt und als eigenständige Mineralart anerkannt. Damit hätte Hureaulith theoretisch den Status eines grandfathered Mineral. Die Schreibweise des Mineralnamens ist allerdings in älteren Publikationen uneinheitlich und oft in der Schreibweise mit Akut (Huréaulith) zu finden. Dies entspricht jedoch weder der ursprünglich von Aluaud publizierten Schreibweise des Namens noch den Vorgaben zur Mineralbenennung der IMA, nach der Minerale, die nach einem geographischen Fundort benannt wurden, darauf geachtet werden muss, dass die Schreibweise des Namens derjenigen an der Typlokalität entspricht. Mit der 2008 erfolgten Publikation „Tidying up Mineral Names: an IMA-CNMNC Scheme for Suffixes, Hyphens and Diacritical marks“ wurden die unterschiedlichen Schreibweisen verschiedener Minerale bereinigt und die Schreibweise Huréaulith ist aufgrund des überflüssigen diakritischen Zeichens diskreditiert. Entsprechend wird das nun offiziell in Hureaulith (englisch Hureaulite) umbenannte Mineral seitdem in der „Liste der Minerale und Mineralnamen“ der IMA unter der Summenanerkennung „IMA 2007 s.p.“ (special procedure) geführt.

## Klassifikation
Bereits in der veralteten 8. Auflage der Mineralsystematik nach Strunz gehörte der Hureaulith zur Mineralklasse der „Phosphate, Arsenate und Vanadate“ und dort zur Abteilung „Wasserhaltige Phosphate, Arsenate und Vanadate ohne fremde Anionen“, wo er gemeinsam mit Sainfeldit in der „Hureaulith-Reihe“ mit der Systemnummer VII/C.02 steht.
In der zuletzt 2018 überarbeiteten Lapis-Systematik nach Stefan Weiß, die formal auf der alten Systematik von Karl Hugo Strunz in der 8. Auflage basiert, erhielt das Mineral die System- und Mineralnummer VII/C.04-010. Dies entspricht ebenfalls der Abteilung „Wasserhaltige Phosphate, ohne fremde Anionen“, wo Hureaulith zusammen mit Chongit, Miguelromeroit, Nyholmit, Sainfeldit und Villyaellenit eine unbenannte Gruppe mit der Systemnummer VII/C.04 bildet.
Auch die von der International Mineralogical Association (IMA) zuletzt 2009 aktualisierte 9. Auflage der Strunz’schen Mineralsystematik ordnet den Hureaulith in die Abteilung „Phosphate usw. ohne zusätzliche Anionen; mit H2O“ ein. Diese ist allerdings weiter unterteilt nach der relativen Größe der beteiligten Kationen und dem Stoffmengenverhältnis der Phosphat-, Arsenat- bzw. Vanadatkomplexe zum Kristallwassergehalt. Das Mineral ist hier entsprechend seiner Zusammensetzung in der Unterabteilung „Mit ausschließlich mittelgroßen Kationen; RO4 : H2O = 1 : 1“ zu finden, wo es zusammen mit Miguelromeroit, Nyholmit, Sainfeldit und Villyaellenit die „Hureaulithgruppe“ mit der Systemnummer 8.CB.10 bildet.
In der vorwiegend im englischen Sprachraum gebräuchlichen Systematik der Minerale nach Dana hat Hureaulith die System- und Mineralnummer 39.02.01.01. Das entspricht ebenfalls der Klasse der „Phosphate, Arsenate und Vanadate“ und dort der Abteilung „Wasserhaltige saure Phosphate etc.“. Hier findet er sich innerhalb der Unterabteilung „Wasserhaltige saure Phosphate etc., H2(AB)5(XO4)4 × x(H2O)“ in der „Hureaulitgruppe“, in der auch Sainfeldit, Villyaellenit, Nyholmit und Miguelromeroit eingeordnet sind.

## Kristallstruktur
Hureaulith kristallisiert monoklin in der Raumgruppe C2/c (Raumgruppen-Nr. 15) mit den Gitterparametern a = 17,59 Å; b = 9,13 Å; c = 9,50 Å und β = 96,7° sowie 4 Formeleinheiten pro Elementarzelle.

## Bildung und Fundorte

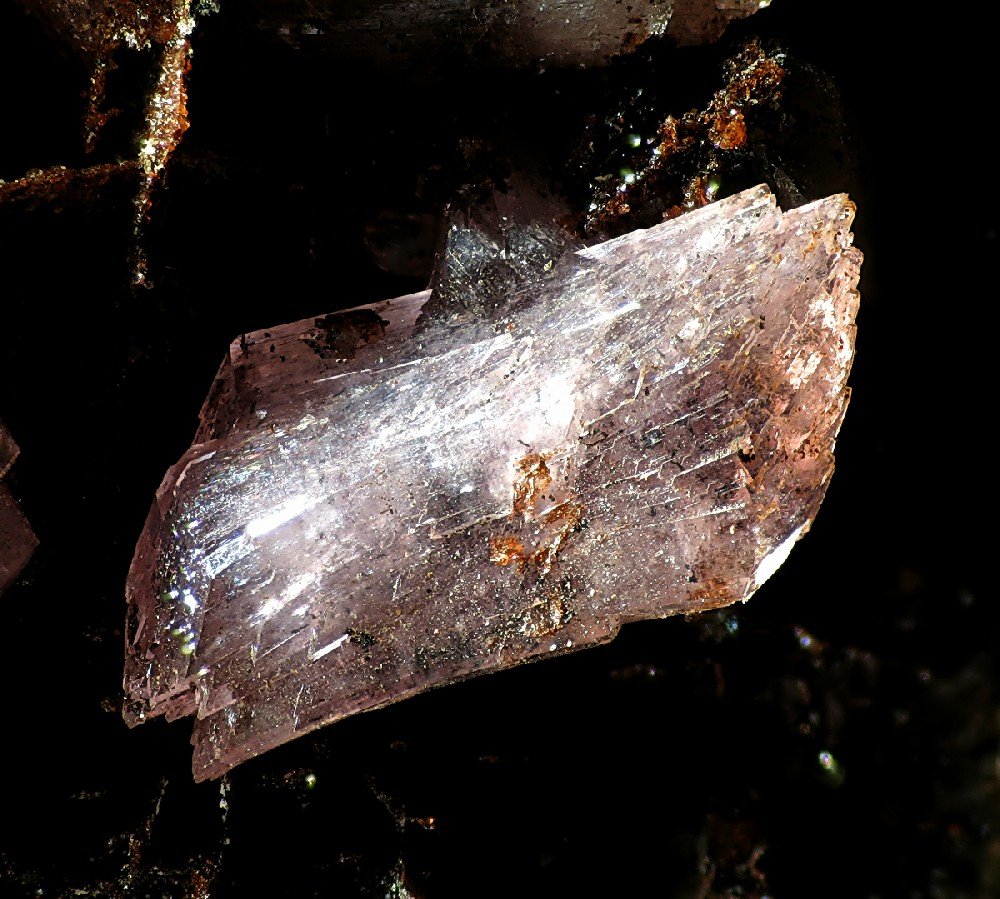
Hureaulithkristall aus Hagendorf, Waidhaus, Oberpfälzer Wald, Bayern (Bildbreite 3 mm)

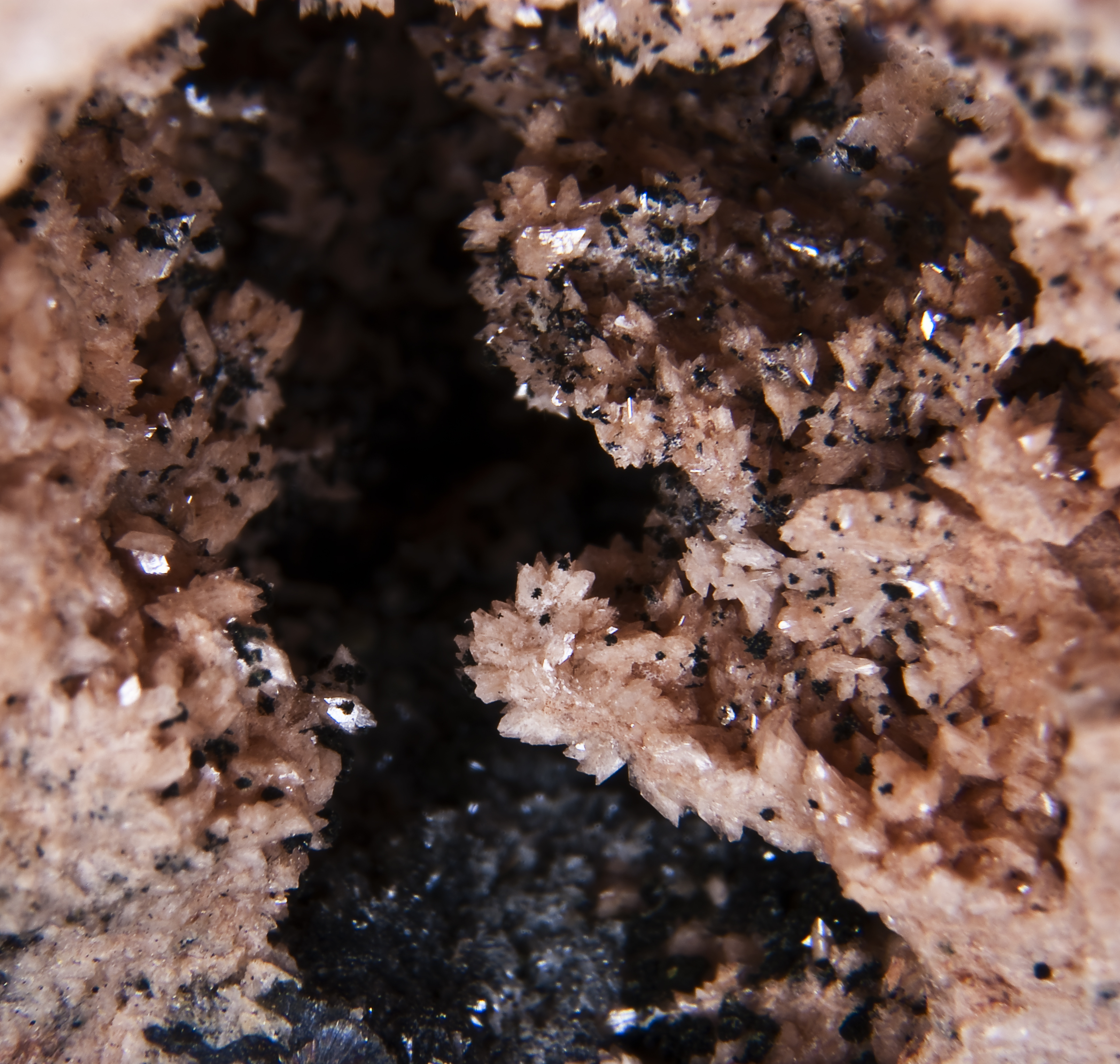
Hureaulith (rosa) und Barbosalith (schwarz) aus der Sapucaia Mine, Sapucaia do Norte, Minas Gerais, Brasilien (Sichtfeld 1,1 cm × 1 cm)

Hureaulith bildet sich sekundär durch Verwitterung primärer Phosphatminerale in komplexen granitischen Pegmatiten. Als Begleitminerale können unter anderem Dickinsonit, Eosphorit, Fairfieldit, Heterosit, Kakoxen, Lithiophilit, Phosphosiderit, Rockbridgeit, Roscherit, Stewartit, Strengit, Triphylin und Vivianit auftreten.
Als eher seltene Mineralbildung kann Hureaulith an verschiedenen Fundorten zum Teil zwar reichlich vorhanden sein, insgesamt ist er aber wenig verbreitet. Bisher (Stand 2014) gelten rund 120 Fundorte als bekannt. Neben seiner Typlokalität Les Hureaux trat das Mineral in Frankreich noch in einigen Steinbrüchen bei Chanteloube und bei Bessines-sur-Gartempe im Département Haute-Vienne (Region Limousin) zutage.
In Deutschland fand man Hureaulith unter anderem am Hennenkobel (Hühnerkobel) im Bayerischen Wald, bei Krennbruch im niederbayerischen Landkreis Freyung-Grafenau und bei Stützersdorf (Markt Tittling) im Landkreis Passau sowie in den Pegmatiten bei Hagendorf und in einer Silbergrube nahe Waidhaus im Oberpfälzer Landkreis Neustadt an der Waldnaab.
Der bisher einzige bekannte Fundort in der Schweiz ist das Ponte-Tal bei Brissago TI im Kanton Tessin.
Bekannt aufgrund außergewöhnlicher Hureaulithfunde ist unter anderem Shingus in Pakistan, wo violette Kristalle von bis zu fünf Zentimeter Durchmesser entdeckt wurden.
Weitere Fundorte liegen unter anderem in Argentinien, Australien, Brasilien, Finnland, Japan, Kasachstan, Madagaskar, Marokko, Mosambik, Namibia, Norwegen, Polen, Portugal, Rumänien, Ruanda, Spanien, Südafrika, Tschechien und den Vereinigten Staaten von Amerika (USA).